# Мустафаев, Бехбуд
Бехбу́д Мустафа́ев (род. 13 марта 1982 года, Азербайджанская ССР) — первый известный в истории Римско-Католической церкви азербайджанец, ставший католическим священнослужителем.

## Биография
Окончил среднюю школу и Национальную академию авиации Азербайджана. Служил офицером Государственного таможенного комитета Азербайджана. В 2008 году принял крещение в Церкви Непорочного зачатия Пресвятой Девы Марии в Баку, взяв имя Давид. В 2011 году поступил на учёбу в семинарию «Мария — Царица Апостолов» в Санкт-Петербурге.
29 мая 2016 года в соборе Успения Пресвятой Девы Марии в Санкт-Петербурге состоялось его рукоположение в диаконы для служения в апостольской префектуре Азербайджана. Рукоположение совершил архиепископ архиепархии Матери Божией Паоло Пецци.
7 мая 2017 года папа Франциск в соборе Святого Петра рукоположил диакона Бехбуда Мустафаева в священники.
1 июня 2021 года назначен настоятелем прихода святого Иоанна Павла II в Баку.
Со 2 мая 2022 года — эконом апостольской префектуры Азербайджана.